# Blow Job (film)
Blow Job är en kortfilm regisserad av Andy Warhol. Filmen producerades 1961 och man använde en 16 mm Bolex. Filmen är i svartvitt, har inget ljud och varar i 35 minuter. Den skildrar DeVeren Bookwalters ansiktsuttryck, när han enligt rykten får oralsex.